# Comuna Gorna Malina, Sofia
Gorna Malina (în bulgară Горна Малина) este o comună în regiunea Sofia, Bulgaria, formată din 14 sate. 

## Localități componente

### Sate
| - Aprilovo - Bailovo - Belopopți - Cekancevo - Dolna Malina | - Dolno Kamarți - Gaitanevo - Gorna Malina - Gorno Kamarți | - Makoțevo - Negușevo - Osoița - Saranți - Stărghel |

## Demografie
Componența etnică a comunei Gorna Malina
     Romi (4,54%)
     Bulgari (89,78%)
     Nicio identificare (5,23%)
     Altele (0,64%)
La recensământul din 2011, populația comunei Gorna Malina era de 6.209 locuitori. Din punct de vedere etnic, majoritatea locuitorilor (89,78%) erau bulgari, cu o minoritate de romi (4,54%). Pentru 5,23% din locuitori nu este cunoscută apartenența etnică.